# Episodi di Buongiorno professore (quarta stagione)
La quarta stagione della serie televisiva Buongiorno professore è stata trasmessa in anteprima in Germania dalla ZDF tra il 24 settembre 1996 e il 10 dicembre 1996.
| nº | Titolo originale        | Titolo italiano | Prima TV Germania | Prima TV Italia |
| -- | ----------------------- | --------------- | ----------------- | --------------- |
| 1  | Engel der Straße        |                 | 24 settembre 1996 |                 |
| 2  | Einschulung             |                 | 1º ottobre 1996   |                 |
| 3  | Sunny allein zuhaus     |                 | 8 ottobre 1996    |                 |
| 4  | Katzenjammer            |                 | 15 ottobre 1996   |                 |
| 5  | Die Prüfung             |                 | 22 ottobre 1996   |                 |
| 6  | Die Ohrfeige            |                 | 29 ottobre 1996   |                 |
| 7  | Pension Kleinholz       |                 | 5 novembre 1996   |                 |
| 8  | Schwarze Schafe         |                 | 12 novembre 1996  |                 |
| 9  | Kurzer Prozeß           |                 | 19 novembre 1996  |                 |
| 10 | Das Geständnis          |                 | 26 novembre 1996  |                 |
| 11 | Blaue Flecke            |                 | 3 dicembre 1996   |                 |
| 12 | Ein verlässlicher Zeuge |                 | 10 dicembre 1996  |                 |
| 13 | Das Gespenst            |                 | 10 dicembre 1996  |                 |